# Evropsko prvenstvo v nogometu 2008
UEFA Evropsko nogometno prvenstvo 2008 (UEFA European Football Championship 2008), bolje znano kot EURO 2008 , se je odvijalo v Avstriji in Švici, od 7. junija do 29. junija 2008. 
Avstrija in Švica sta bili izbrani po dolgem žrebanju ter glasovanju, poleg teh dveh držav se je za gostitev prvenstva potegovalo še kar nekaj držav. Te države so Grčija/Turčija, Škotska/Irska, Rusija, Madžarska, Hrvaška/Bosna in Hercegovina ter Norveška/Švedska/Danska/Finska.

## Nastopajoče države
Na evropskem prvenstvu se je potegovalo 16 nogometnih reprezentanc. Reprezentanci Avstrije in Švice sta bili avtomatično uvrščeni na EURO kot državi gostiteljici, medtem ko se je ostalih 14 držav uvrstilo s pomočjo kvalifikacij v katerih so tekmovale vse evropske države. Po, za nakatere sporni, razvrstitvi nosilcev skupin  je bilo 2. decembra 2007 v Luzernu žrebanje tekmovalnih skupin. V boben 1 sta bili tako uvrščeni Avstrija in Švica kot gostiteljici ter Grčija, kot branilka naslova.
| Boben 1                                                                             | Boben 2                       | Boben 3                              | Boben 4                         |
| ----------------------------------------------------------------------------------- | ----------------------------- | ------------------------------------ | ------------------------------- |
| Švica (odrejena v A1) Avstrija (odrejena v B1) Grčija (branilka naslova) Nizozemska | Hrvaška Italija Češka Švedska | Romunija Nemčija Portugalska Španija | Poljska Francija Turčija Rusija |

## Shema tekmovanja
- Reprezentance so v prvem krogu razdeljene v štiri skupine (A, B, C in D);
- V prvem krogu igra vsak z vsakim. Zmagovalec skupine in drugo uvrščeni se uvrstita v četrtfinale;
- Zmaga prinese tri točke, izenačenje eno točko in poraz nič točk;[4]
- Prejeti kartoni se po prvem krogu izbrišejo, medtem ko kazni igre ostanejo;
- V drugem krogu tekme morajo prinesti zmagovalca. Če je rezultat po koncu srečanja neodločen, sledita dva podaljška po 15 minut. Če zmagovalec še vedno ni določen, sledijo enajstmetrovke;
- Zmagovalec Eura 2008 se bo kot predstavnik UEFA uvrstil v pokal federacij FIFA 2009 v Južnoafriški republiki. Če pa bo zmagovalec Italija, potem se bo v pokal uvrstila drugouvščena reprezentanca, ker Italija v pokalu sodeluje kot svetovni prvak leta 2006.

### Razvrstitveni kriteriji ekip z enakim številom točk
Glede na uradna pravila tekmovanja, člen 7, se za razvrstitev ekip z enakim številom točk v skupini uporabijo kriteriji v naslednjem vrstnem redu:
1. Število doseženih točk v medsebojnih srečanjih;
2. Razlika med danimi in prejetimi goli na medsebojnih srečanjih;
3. Doseženi goli na medsebojnih tekmah (če ima več moštev enako število točk);
4. Razlika med danimi in prejetimi goli na vseh tekmah v skupini;
5. Doseženi goli na vseh tekmah v skupini;
6. Koeficienti s kvalifikacij za svetovno prvenstvo v nogometu 2006 in kvalifikacij za evropsko prvenstvo v nogometu 2008 (število doseženih točk ulomljeno s številom tekem);
7. Športno igranje v skupinskem tekmovanju;
8. Žreb.

Če imata dve ekipi po tekmovanju v skupini enako število točk in enako število doseženih golov ter igrata zadnje srečanje v tisti skupini med seboj ter je srečanje ob koncu še vedno neodločeno, potem o zmagovalcu te tekme odločajo enajstmetrovke. Če ima enako število točk več ekip, potem za razvrstitev veljajo kriteriji, zapisani v točkah od 1 do 7.

## Prizorišča tekem
Vse tekme se bodo odigrale na 8 prizoriščih, od tega so 4 v Avstriji ter 4 v Švici.
| Dunaj                | Celovec         | Salzburg                | Innsbruck       |
| -------------------- | --------------- | ----------------------- | --------------- |
| Ernst Happel Stadion | Hypo-Arena      | Wals Siezenheim Stadion | Tivoli Neu      |
| Sedežev: 53,008      | Sedežev: 32,000 | Sedežev: 30,000         | Sedežev: 30,000 |
|                      |                 |                         |                 |
|                      |                 |                         |                 |
| Basel                | Bern            | Ženeva                  | Zürich          |
| St. Jakob-Park       | Stade de Suisse | Stade de Genève         | Letzigrund      |
| Sedežev: 42,500      | Sedežev: 32,000 | Sedežev: 32,000         | Sedežev: 30,000 |
|                      |                 |                         |                 |

## Zanimivosti

### Pokal
Zmagovalec evropskega prvenstva dobi nov pokal, narejen za EURO 2008. Od njegovega predhodnika pa se razlikuje predvsem v tem, da ima na zadnji strani vgravirana imena držav, katere so v preteklosti zmagale na EURO. Pokal je narejen iz čistega srebra in tehta 8 kg ter je visok 60 cm. Kot vsi prejšnji pokali ima tudi ta vgravirano ime Henryja Delaunayja, francoskega nogometnega vizionarja, kateri je leta 1927 predlagal ustanovitev evropskega nogometnega prvenstva. V čast Henryju je tako bilo prvo evropsko nogometno prvenstvo odigrano v Franciji.

### Trix in Flix
EURO 2008 pa se ne razlikuje od prejšnjih evropskih prvenstev samo zaradi pokala, temveč tudi po tem, da ima dve maskoti. To sta Trix in Flix.

### Žoga
Kot vsako evropsko prvenstvo ima tudi ta svojo, novo, unikatno žogo, ki se imenuje EUROPASS in je bila razvita posebej za to prvenstvo. Po zgradbi spominja na žogo Teamgeist, ki je bila v uporabi v Nemčiji leta 2006, saj je prav tako sestavljena iz 14-ih kosov, vendar pa so bile pri tej žogi uporabljene drugačne barve (v črno-sivo barvo s pridihom rdeče, ki je barva zastav obeh držav gostiteljic). Vratarji več ekip so med prvenstvom izrazili nezadovoljstvo zaradi žoge, saj naj bi med letom nepredvidljivo spreminjala smer in oteževala njihovo delo, predvsem pri strelih z večje razdalje.
Nagrade
Rekordne so tudi nagrade za reprezentance uvrščene na prvenstvo. UEFA je letos za sodelujoče ekipe namenila 184 M € nagradnega sklada, že samo za sodelovanje na turnirju pa bodo ekipe prejele 7,5 M €. Za vsako zmago v skupinskem delu eura bodo ekipe dobile po milijon evrov, za remi pa 500.000 €. Za zmago v četrtfinalu bo moštvo dobilo 2 M €, za zmago v polfinalu 3 M €. Poraženi finalist bo prejel 4,5 M €, medtem ko bo zmagovalec odnesel kar 7,5 M €. Če bi torej zmagovalec Eura 2008 dobil vse tekme v skupinskem delu tekmovanja, bi domov odnesel kar 23 milijonov €.

## Rezultati
Vse tekme se igrajo po srednje-evropskem poletnem času (UTC+2).

### Skupina A
| Reprezentanca | OT | Z | N | P | DG | PG | GR | TOČ |
| ------------- | -- | - | - | - | -- | -- | -- | --- |
| Portugalska   | 3  | 2 | 0 | 1 | 5  | 3  | +2 | 6   |
| Turčija       | 3  | 2 | 0 | 1 | 5  | 5  | 0  | 6   |
| Češka         | 3  | 1 | 0 | 2 | 4  | 6  | −2 | 3   |
| Švica         | 3  | 1 | 0 | 2 | 3  | 3  | 0  | 3   |

| 7. junij 2008 18:00 | Švica                      | 0 – 1 | Češka       | Stadion: St. Jakob-Park, Basel Gledalcev: 39,730 Sodnik: Roberto Rosetti |
| 7. junij 2008 18:00 | Magnin Barnetta Vonlanthen |       | Svěrkoš 71' | Stadion: St. Jakob-Park, Basel Gledalcev: 39,730 Sodnik: Roberto Rosetti |

| 20:45 | Portugalska             | 2 – 0 | Turčija            | Stadion: Stade de Genève, Ženeva Gledalcev: 29,106 Sodnik: Herbert Fandel |
| 20:45 | Pepe 61' Meireles 90+3' |       | Zan Kazım Sarıoğlu | Stadion: Stade de Genève, Ženeva Gledalcev: 29,106 Sodnik: Herbert Fandel |

| 11. junij 2008 18:00 | Češka            | 1 – 3 | Portugalska                                 | Stadion: Stade de Genève, Ženeva Gledalcev: 29,016 Sodnik: Kyros Vassaras |
| 11. junij 2008 18:00 | Sionko 17' Polák |       | Deco 8' Ronaldo 63' Quaresma 90+1' Bosingwa | Stadion: Stade de Genève, Ženeva Gledalcev: 29,016 Sodnik: Kyros Vassaras |

| 20:45 | Švica              | 1 – 2 | Turčija                                  | Stadion: St. Jakob-Park, Basel Gledalcev: 39,730 Sodnik: Ľuboš Micheľ |
| 20:45 | Yakin 32' Derdiyok |       | Semih 57' Arda 90+2' Balta Aurélio Şanlı | Stadion: St. Jakob-Park, Basel Gledalcev: 39,730 Sodnik: Ľuboš Micheľ |

| 15. junij 2008 20:45 | Švica                                                  | 2 – 0 | Portugalska                   | Stadion: St. Jakob-Park, Basel Gledalcev: 39,730 Sodnik: Konrad Plautz |
| 15. junij 2008 20:45 | Yakin 71' 83' (ks) Yakin Fernandes Vonlanthen Barnetta |       | Ferreira Meira Miguel Ribeiro | Stadion: St. Jakob-Park, Basel Gledalcev: 39,730 Sodnik: Konrad Plautz |

| 20:45 | Turčija                                                 | 3 – 2 | Češka                                        | Stadion: Stade de Genève, Ženeva Gledalcev: 29,016 Sodnik: Peter Fröjdfeldt |
| 20:45 | Arda 75' Nihat 87' 89' Demirel Topal Aurélio Turan Aşık |       | Koller 34' Plašil 62' Galásek Ujfaluši Baroš | Stadion: Stade de Genève, Ženeva Gledalcev: 29,016 Sodnik: Peter Fröjdfeldt |

### Skupina B
| Reprezentanca | OT | Z | N | P | DG | PG | GR | TOČ |
| ------------- | -- | - | - | - | -- | -- | -- | --- |
| Hrvaška       | 3  | 3 | 0 | 0 | 4  | 1  | +3 | 9   |
| Nemčija       | 3  | 2 | 0 | 1 | 4  | 2  | +2 | 6   |
| Avstrija      | 3  | 0 | 1 | 2 | 1  | 3  | −2 | 1   |
| Poljska       | 3  | 0 | 1 | 2 | 1  | 4  | −3 | 1   |

| 8. junij 2008 18:00 | Avstrija              | 0 – 1 | Hrvaška                     | Stadion: Ernst Happel Stadion, Dunaj Gledalcev: 51,428 Sodnik: Pieter Vink |
| 8. junij 2008 18:00 | Pogatetz Prödl Säumel |       | Modrić 4' (ks) Robert Kovač | Stadion: Ernst Happel Stadion, Dunaj Gledalcev: 51,428 Sodnik: Pieter Vink |

| 20:45 | Nemčija                         | 2 – 0 | Poljska              | Stadion: Hypo-Arena, Celovec Gledalcev: 30,000 Sodnik: Tom Henning Øvrebø |
| 20:45 | Podolski 20' 72' Schweinsteiger |       | Smolarek Lewandowski | Stadion: Hypo-Arena, Celovec Gledalcev: 30,000 Sodnik: Tom Henning Øvrebø |

| 12. junij 2008 18:00 | Hrvaška                                    | 2 – 1 | Nemčija                                     | Stadion: Hypo-Arena, Celovec Gledalcev: 30,461 Sodnik: Frank de Bleeckere |
| 12. junij 2008 18:00 | Srna 24' Olić 62' Šimunić Srna Modrić Leko |       | Podolski 79' Lehmann Ballack Schweinsteiger | Stadion: Hypo-Arena, Celovec Gledalcev: 30,461 Sodnik: Frank de Bleeckere |

| 20:45 | Avstrija                     | 1 – 1 | Poljska                                | Stadion: Ernst Happel Stadion, Dunaj Gledalcev: 51,428 Sodnik: Howard Webb |
| 20:45 | Vastić 90+3' (ks) Ümit Prödl |       | Guerreiro 30' Bąk Krzynówek Wasilewski | Stadion: Ernst Happel Stadion, Dunaj Gledalcev: 51,428 Sodnik: Howard Webb |

| 16. junij 2008 20:45 | Poljska              | 0 – 1 | Hrvaška                     | Stadion: Hypo-Arena, Celovec Gledalcev: 30,461 Sodnik: Kyros Vassaras |
| 16. junij 2008 20:45 | Lewandowski Zahorski |       | Klasnić 53' Vejić Vukojević | Stadion: Hypo-Arena, Celovec Gledalcev: 30,461 Sodnik: Kyros Vassaras |

| 20:45 | Avstrija                  | 0 – 1 | Nemčija     | Stadion: Ernst Happel Stadion, Dunaj Gledalcev: 51,428 Sodnik: Manuel Mejuto González |
| 20:45 | Stranzl Ivanschitz Hoffer |       | Ballack 49' | Stadion: Ernst Happel Stadion, Dunaj Gledalcev: 51,428 Sodnik: Manuel Mejuto González |

### Skupina C
| Reprezentanca | OT | Z | N | P | DG | PG | GR | TOČ |
| ------------- | -- | - | - | - | -- | -- | -- | --- |
| Nizozemska    | 3  | 3 | 0 | 0 | 9  | 1  | +8 | 9   |
| Italija       | 3  | 1 | 1 | 1 | 3  | 4  | −1 | 4   |
| Romunija      | 3  | 0 | 2 | 1 | 1  | 3  | −2 | 2   |
| Francija      | 3  | 0 | 1 | 2 | 1  | 6  | −5 | 1   |

| 9. junij 2008 18:00 | Romunija             | 0 – 0 | Francija | Stadion: Letzigrund Stadion, Zürich Gledalcev: 30,585 Sodnik: Manuel Mejuto González |
| 9. junij 2008 18:00 | Contra Goian Niculae |       | Sagnol   | Stadion: Letzigrund Stadion, Zürich Gledalcev: 30,585 Sodnik: Manuel Mejuto González |

| 20:45 | Nizozemska                                                  | 3 – 0 | Italija                | Stadion: Stade de Suisse, Bern Gledalcev: 30,777 Sodnik: Peter Fröjdfeldt |
| 20:45 | van Nistelrooy 26' Sneijder 31' van Bronckhorst 79' de Jong |       | Gattuso Toni Zambrotta | Stadion: Stade de Suisse, Bern Gledalcev: 30,777 Sodnik: Peter Fröjdfeldt |

| 13. junij 2008 18:00 | Italija                              | 1 – 1 | Romunija                  | Stadion: Letzigrund Stadion, Zürich Gledalcev: 30,585 Sodnik: Tom Henning Øvrebø |
| 13. junij 2008 18:00 | Panucci 56' Del Piero De Rossi Pirlo |       | Mutu 55' Chivu Mutu Goian | Stadion: Letzigrund Stadion, Zürich Gledalcev: 30,585 Sodnik: Tom Henning Øvrebø |

| 20:45 | Nizozemska                                              | 4 – 1 | Francija                    | Stadion: Stade de Suisse, Bern Gledalcev: 30,777 Sodnik: Herbert Fandel |
| 20:45 | Kuyt 9' van Persie 59' Robben 72' Sneijder 90+2' Ooijer |       | Henry 71' Makelele Toulalan | Stadion: Stade de Suisse, Bern Gledalcev: 30,777 Sodnik: Herbert Fandel |

| 17. junij 2008 20:45 | Nizozemska                   | 2 – 0 | Romunija | Stadion: Stade de Suisse, Bern Gledalcev: 30,777 Sodnik: Massimo Busacca |
| 17. junij 2008 20:45 | Huntelaar 54' van Persie 87' |       | Chivu    | Stadion: Stade de Suisse, Bern Gledalcev: 30,777 Sodnik: Massimo Busacca |

| 20:45 | Francija                         | 0 – 2 | Italija                                               | Stadion: Letzigrund Stadion, Zürich Gledalcev: 30,585 Sodnik: Ľuboš Micheľ |
| 20:45 | Abidal Govou Henry Evra Boumsong |       | Pirlo 25' (pen.) De Rossi 62' Chiellini Gattuso Pirlo | Stadion: Letzigrund Stadion, Zürich Gledalcev: 30,585 Sodnik: Ľuboš Micheľ |

### Skupina D
| Reprezentanca | OT | Z | N | P | DG | PG | GR | TOČ |
| ------------- | -- | - | - | - | -- | -- | -- | --- |
| Španija       | 3  | 3 | 0 | 0 | 8  | 3  | +5 | 9   |
| Rusija        | 3  | 2 | 0 | 1 | 4  | 4  | 0  | 6   |
| Švedska       | 3  | 1 | 0 | 2 | 3  | 4  | −1 | 3   |
| Grčija        | 3  | 0 | 0 | 3 | 1  | 5  | −4 | 0   |

| 10. junij 2008 18:00 | Španija                          | 4 – 1 | Rusija          | Stadion: Tivoli Neu, Innsbruck Gledalcev: 30,772 Sodnik: Konrad Plautz |
| 10. junij 2008 18:00 | Villa 20' 44' 75' Fàbregas 90+1' |       | Pavljučenko 86' | Stadion: Tivoli Neu, Innsbruck Gledalcev: 30,772 Sodnik: Konrad Plautz |

| 20:45 | Grčija                          | 0 – 2 | Švedska                     | Stadion: Wals Siezenheim Stadion, Salzburg Gledalcev: 31,063 Sodnik: Massimo Busacca |
| 20:45 | Seitaridis Charisteas Torosidis |       | Ibrahimović 67' Hansson 72' | Stadion: Wals Siezenheim Stadion, Salzburg Gledalcev: 31,063 Sodnik: Massimo Busacca |

| 14. junij 2008 18:00 | Švedska                  | 1 – 2 | Španija                         | Stadion: Tivoli Neu, Innsbruck Gledalcev: 30,772 Sodnik: Pieter Vink |
| 14. junij 2008 18:00 | Ibrahimović 34' Svensson |       | Torres 15' Villa 90+2' Marchena | Stadion: Tivoli Neu, Innsbruck Gledalcev: 30,772 Sodnik: Pieter Vink |

| 20:45 | Grčija                  | 0 – 1 | Rusija                        | Stadion: Wals Siezenheim Stadion, Salzburg Gledalcev: 31,063 Sodnik: Roberto Rosetti |
| 20:45 | Liberopoulos Karagounis |       | Zyrianov 33' Torbinski Saenko | Stadion: Wals Siezenheim Stadion, Salzburg Gledalcev: 31,063 Sodnik: Roberto Rosetti |

| 18. junij 2008 20:45 | Grčija                                   | 1 – 2 | Španija                               | Stadion: Wals Siezenheim Stadion, Salzburg Gledalcev: 30,883 Sodnik: Howard Webb |
| 18. junij 2008 20:45 | Charisteas 42' Basinas Karagounis Vintra |       | de la Red 61' Güiza 88' Güiza Arbeloa | Stadion: Wals Siezenheim Stadion, Salzburg Gledalcev: 30,883 Sodnik: Howard Webb |

| 20:45 | Rusija                                            | 2 – 0 | Švedska           | Stadion: Tivoli Neu, Innsbruck Gledalcev: 30,772 Sodnik: Frank de Bleeckere |
| 20:45 | Pavljučenko 24' Aršavin 50' Kolodin Aršavin Semak |       | Isaksson Elmander | Stadion: Tivoli Neu, Innsbruck Gledalcev: 30,772 Sodnik: Frank de Bleeckere |

### Drugi krog - izločilni boji in finale
Vseh sedem izločilnih tekem bo v Baslu ali na Dunaju na obeh največjih stadionih prvenstva. Finalna tekma bo 29. junija 2008 na stadionu Ernsta Happla na Dunaju.
Reprezentance skupin A in B se srečajo z reprezentancami skupin C in D šele v finalu, da bi lahko vse imele enako dolg odmor med srečanji. Polfinalna para bosta tako A1/B2 proti B1/A2, ter C1/D2 proti D1/C2.
Pred izločilnimi boji četrtfinala se vsem igralcem izbrišejo prejeti kartoni iz prvega kroga. Kazni igre zaradi dveh rumenih ali rdečega kartona ostanejo v veljavi še naprej.
|  | Četrtfinale       | Četrtfinale       | Četrtfinale |                   |            | Polfinale | Polfinale | Polfinale |  |  | Finale | Finale | Finale |
|  |                   |                   |             |                   |            |           |           |           |  |  |        |        |        |
|  | 19. junij - Basel |                   |             |                   |            |           |           |           |  |  |        |        |        |
|  |                   |                   |             |                   |            |           |           |           |  |  |        |        |        |
|  | A1                | Portugalska       | 2           |                   |            |           |           |           |  |  |        |        |        |
|  | A1                | Portugalska       | 2           | 25. junij - Basel |            |           |           |           |  |  |        |        |        |
|  | B2                | Nemčija           | 3           |                   |            |           |           |           |  |  |        |        |        |
|  | B2                | Nemčija           | 3           | Nemčija           | Nemčija    | 3         |           |           |  |  |        |        |        |
|  | 20. junij - Dunaj |                   |             | Nemčija           | Nemčija    | 3         |           |           |  |  |        |        |        |
|  |                   | Turčija           | Turčija     | 2                 |            |           |           |           |  |  |        |        |        |
|  | A2                | Turčija           | Turčija     | 2                 | Turčija²   | 1 (3)     |           |           |  |  |        |        |        |
|  | A2                |                   |             | 29. junij - Dunaj | Turčija²   | 1 (3)     |           |           |  |  |        |        |        |
|  | B1                | Hrvaška           | 1 (1)       |                   |            |           |           |           |  |  |        |        |        |
|  | B1                | Hrvaška           | 1 (1)       | Nemčija           | Nemčija    | 0         |           |           |  |  |        |        |        |
|  | 21. junij - Basel |                   |             | Nemčija           | Nemčija    | 0         |           |           |  |  |        |        |        |
|  |                   | Španija           | Španija     | 1                 |            |           |           |           |  |  |        |        |        |
|  | C1                | Španija           | Španija     | 1                 | Nizozemska | 1         |           |           |  |  |        |        |        |
|  | C1                | 26. junij - Dunaj |             |                   | Nizozemska | 1         |           |           |  |  |        |        |        |
|  | D2                | Rusija¹           | 3           |                   |            |           |           |           |  |  |        |        |        |
|  | D2                | Rusija¹           | 3           | Rusija            | Rusija     | 0         |           |           |  |  |        |        |        |
|  | 22. junij - Dunaj |                   |             | Rusija            | Rusija     | 0         |           |           |  |  |        |        |        |
|  |                   | Španija           | Španija     | 3                 |            |           |           |           |  |  |        |        |        |
|  | C2                | Španija           | Španija     | 3                 | Španija²   | 0 (4)     |           |           |  |  |        |        |        |
|  | C2                |                   |             |                   | Španija²   | 0 (4)     |           |           |  |  |        |        |        |
|  | D1                | Italija           | 0 (2)       |                   |            |           |           |           |  |  |        |        |        |
|  | D1                | Italija           | 0 (2)       |                   |            |           |           |           |  |  |        |        |        |
|  |                   |                   |             |                   |            |           |           |           |  |  |        |        |        |
|  |                   |                   |             |                   |            |           |           |           |  |  |        |        |        |

¹ po podaljških;
² po streljanju enajstmetrovk.

#### Četrtfinale
| 19. junij 2008 20:45 | Portugalska                                   | 2 – 3 | Nemčija                                                 | Stadion: St. Jakob-Park, Basel Gledalcev: 39,374 Sodnik: Peter Fröjdfeldt |
| 19. junij 2008 20:45 | Nuno Gomes 40' Postiga 87' Petit Pepe Postiga |       | Schweinsteiger 22' Klose 26' Ballack 61' Friedrich Lahm | Stadion: St. Jakob-Park, Basel Gledalcev: 39,374 Sodnik: Peter Fröjdfeldt |

| 20. junij 2008 20:45 | Hrvaška      | 1 – 1 (p.p.) | Turčija                                | Stadion: Ernst Happel Stadion, Dunaj Gledalcev: 51,428 Sodnik: Roberto Rosetti |
| 20. junij 2008 20:45 | Klasnić 118' |              | Şentürk 120+2' Tuncay Turan Boral Aşık | Stadion: Ernst Happel Stadion, Dunaj Gledalcev: 51,428 Sodnik: Roberto Rosetti |

|                            |                 |                           |  |
|                            | Kazenski streli |                           |  |
| Modrić Srna Rakitić Petrić | 1 – 3           | Arda Semih Hamit Altıntop |  |

| 21. junij 2008 20:45 | Nizozemska                                         | 1 – 3 (p.p.) | Rusija                                                                 | Stadion: St. Jakob-Park, Basel Gledalcev: 38,374 Sodnik: Ľuboš Micheľ |
| 21. junij 2008 20:45 | Nistelrooy 86' Boulahrouz van Persie van der Vaart |              | Pavlyuchenko 56' Torbinski 112' Arshavin 116' Kolodin Žirkov Torbinski | Stadion: St. Jakob-Park, Basel Gledalcev: 38,374 Sodnik: Ľuboš Micheľ |

| 22. junij 2008 20:45 | Španija               | 0 – 0 (p.p.) | Italija   | Stadion: Ernst Happel Stadion, Dunaj Gledalcev: 48,000 Sodnik: Herbert Fandel |
| 22. junij 2008 20:45 | Iniesta Villa Cazorla |              | Ambrosini | Stadion: Ernst Happel Stadion, Dunaj Gledalcev: 48,000 Sodnik: Herbert Fandel |

|                                    |                 |                                      |  |
|                                    | Kazenski streli |                                      |  |
| Villa Cazorla Senna Güiza Fàbregas | 4 – 2           | Grosso De Rossi Camoranesi Di Natale |  |

#### Polfinale
| 25. junij 2008 20:45 | Nemčija                               | 3 – 2 | Turčija                              | Stadion: St. Jakob-Park, Basel Gledalcev: 39,374 Sodnik: Massimo Busacca |
| 25. junij 2008 20:45 | Schweinsteiger 26' Klose 79' Lahm 90' |       | Boral 22' Semih 86' Şentürk Sarıoğlu | Stadion: St. Jakob-Park, Basel Gledalcev: 39,374 Sodnik: Massimo Busacca |

| 26. junij 2008 20:45 | Rusija               | 0 – 3 | Španija                           | Stadion: Ernst Happel Stadion, Dunaj Gledalcev: 51,428 Sodnik: Frank de Bleeckere |
| 26. junij 2008 20:45 | Žirkov Biljaletdinov |       | Hernandez 50' Güiza 73' Silva 82' | Stadion: Ernst Happel Stadion, Dunaj Gledalcev: 51,428 Sodnik: Frank de Bleeckere |

#### Finale
| 29. junij 2008 20:45 | Nemčija         | 0 – 1 | Španija                    | Stadion: Ernst Happel Stadion, Dunaj Gledalcev: 51,428 Sodnik: Roberto Rosetti |
| 29. junij 2008 20:45 | Ballack Kuranyi |       | Torres 33' Casillas Torres | Stadion: Ernst Happel Stadion, Dunaj Gledalcev: 51,428 Sodnik: Roberto Rosetti |